# Curt Bergsten
Curt Bergsten (24 de junho de 1912[carece de fontes?] - 21 de julho de 1987) foi um futebolista sueco. Ele competiu na Copa do Mundo FIFA de 1938, sediada na França, na qual a seleção de seu país terminou na quarta colocação.